# Galaxy 5 (satélite)
O Galaxy 5 (G-5) foi um satélite de comunicação geoestacionário construído pela Hughes, ele era de propriedade da PanAmSat, empresa que foi adquirida em 2005 pela Intelsat. O satélite foi baseado na plataforma HS-376.

## História
O Galaxy 5 fazia parte da série de satélites Galaxy 376 que foram construídos nas décadas de 1980 e 1990 pela Hughes Space and Communications Company, incorporando novas tecnologias à medida que se tornaram disponíveis. Originalmente operados pela Hughes Communications, Inc., a frota Galaxy foi transferido para a PanAmSat em maio de 1997 quando a PanAmSat e Hughes Communications Galaxy se fundiram. A nova empresa era a maior operadora de propriedade privada de satélite do mundo.
A PanAmSat que operava o satélite foi comprada pela Intelsat, em agosto de 2005, por um total de 4,3 bilhões de US $ em um acordo que foi concluído em julho de 2006.

## Lançamento
O satélite foi lançado com sucesso ao espaço no dia 14 de março de 1992, por meio de um veículo Atlas I a partir da Estação da Força Aérea de Cabo Canaveral, na Flórida, EUA. Ele tinha uma massa de lançamento de 1397 kg.

## Capacidade
O Galaxy 5 era equipado com 24 transponders de banda C ativos.